# Que'er'ao Dao
Que'er'ao Dao (kinesiska: Ch’üeh-erh-ao, Que’er’ao, 雀儿岙岛, Que’er’ao Dao) är en ö i Kina. Den ligger i provinsen Zhejiang, i den östra delen av landet, omkring 230 kilometer sydost om provinshuvudstaden Hangzhou. Arean är 5,7 kvadratkilometer. Den sträcker sig 5,0 kilometer i nord-sydlig riktning, och 4,1 kilometer i öst-västlig riktning.
Genomsnittlig årsnederbörd är 2 085 millimeter. Den regnigaste månaden är augusti, med i genomsnitt 350 mm nederbörd, och den torraste är januari, med 67 mm nederbörd.